# Rogier II van Montgomery
Rogier II van Montgomery (ca. 1010 - 1094), bijgenaamd de Grote, was een van de belangrijkste Normandische edelen ten tijde van Willem de Veroveraar, en werd na 1066 ook een van de machtigste en rijkste baronnen van Engeland.
Rogier erfde van zijn vader, Rogier I van Montgomery (ca. 975 - voor 1048), grote bezittingen in het hart van Normandië. Zijn moeder heette Josceline, mogelijk een dochter van Turchetil van Harcourt. Vader Rogier was heer van Montgommery en burggraaf van de Hiémois. Van hem is bekend dat hij naar Parijs werd verbannen wegens zijn "verdorvenheid".
Rogier steunde Willem II Talvas van Bellême in diens conflict met zijn zoon en verwierf zo de hand van Mabilla van Bellême. Mabilla erfde haar familiebezit rond Bellême en Alençon. Rogier verdreef in 1056 de kanunniken van Troarn omdat die zich alleen met hun eigen genoegens bezighielden en installeerde nieuwe monniken vanuit Chatillon. Hij stichtte de abdij van Sint Maarten van Sées opnieuw, en stichtte de abdij van Almenêches. Op aanzetten van zijn vrouw keerde hij zich tegen de families Grandmesnil en Giroie, en tegen het door hen begunstigde klooster van Saint-Evroult-Notre-Dame-du-Bois. Deze families hadden indertijd de opstand tegen Willem II van Bellême gesteund. Rogier werd een belangrijke adviseur van Willem de Veroveraar en het lukte hem om Hugo van Grandmesnil te laten verbannen, in 1068 verwierf hij ook de bezittingen van de familie Giroie.
In 1066 ondersteunde Rogier de invasie van Engeland door 60 schepen te financieren. Zelf nam hij niet deel aan de expeditie maar hij bleef achter in Normandië om het hertogdom namens Willem de Veroveraar te besturen en te verdedigen. In 1067 kreeg hij ook het bestuur over Arundel, een belangrijke plaats voor het verkeer tussen Normandië en Engeland. Rogier stichtte daar het bekende kasteel. In november 1071 werd Rogier benoemd tot earl van Shrewsbury (Engeland) en kreeg daarmee een belangrijke functie in de beveiliging van de grens met Wales. Daarnaast begunstigde Willem hem met goederen door heel Engeland. Rond 1075 deed Rogier schenkingen aan de Notre Dame van Bellême en in 1083 stichtte hij de abdij van Shrewsbury. Ook op hoge leeftijd bleef Rogier politiek actief. In 1088 nam hij deel aan de opstand tegen Willem II van Engeland maar toen de aanvoerder van de opstandelingen, Robert Curthose, Rogiers zoon gevangennam, wisselde Rogier van kant. Hij trok persoonlijk naar Normandië en bracht zijn kastelen in staat van verdediging. Na enkele gevechten sloot Robert vrede met Rogier en liet zijn zoon vrij. In 1093 nog ondernam Rogier een veldtocht naar Wales. Het jaar daarna trok hij zich terug in de abdij van Shrewsbury en werd daar monnik, en overleed drie dagen later. Rogier werd begraven in de abdij van Shrewsbury.

## Gezin en afstammelingen
Rogier II van Montgomery huwde een eerste keer met Mabille Talvas (ovl. 1079), erfgename van een uitgestrekt domein aan de grens van Normandië en Maine: de heerlijkheid Bellême. Zij kregen 10 kinderen.
Rogier huwde vervolgens met Adelheid van Puiset, dochter van Evrard, graaf van Breteuil en burggraaf van Chartres, bij wie een zoon had, Evrard.
Bij zijn dood werden de goederen van Rogier verdeeld. Robert; de oudste van de overlevende kinderen kreeg de meerderheid van de Normandische bezittingen. De volgende, Hugo, kreeg een deel van de Engelse bezittingen en het graafschap Shrewsbury. Bij de dood van Hugo erfde Robert het graafschap.
| Naam                                   | Geboorte   | Overlijden          | Opmerkingen |
| -------------------------------------- | ---------- | ------------------- | --- |
| kinderen bij Mabel Talvas van Bêlleme. |            |                     | |
| Rogier Montgomery                      |            | voor 1062           | |
| Robert van Bellême bijg. de Duivel     | 1052       | 1113                | als oudste zoon erfde hij de bezittingen in Normandië van zijn ouders en werd hij heer van Bellême. Na het overlijden van zijn broer werd hij 3de graaf van Shrewsbury. |
| Hugo van Montgommery                   |            | 1098                | 2de graaf van Shrewsbury ; |
| Rogier bijg. Poitevin                  | rond 1085; | tussen 1122 en 1140 | Hij huwde met Almodis van La Marche, dochter van Adelbert II. |
| Filips                                 |            | 1099                | In 1096 gevangengenomen wegens samenzwering tegen de koning van Engeland, ging op kruistocht en is gestorven bij het beleg van Antiochië                                |
| Arnulf                                 | rond 1068  | tussen 1118 en 1122 | Grootgrondbezitter in het graafschap Pembroke, maar was geen graaf. Week uit naar Schotland.                                                                            |
| Emma                                   |            |                     | abdis van Almenêches |
| Mathilde                               |            |                     | echtgenote van Robert van Mortain, halfbroer van Willem de Veroveraar.                                                                                                  |
| Mabila                                 |            |                     | echtgenote van Hugo van Châteauneuf-en-Thimerais. |
| Sibylla                                |            |                     | echtgenote van Robert Fitzhamon, gezel van Willem de Veroveraar |
| kind(eren) bij Adelheid van Puiset.    |            |                     | |
| Evrard                                 |            | rond1135            | Klerk in de kapel van Hendrik I van Engeland |